# Trương Quang Trọng
Trương Quang Trọng (1906-1931) là một nhà cách mạng Việt Nam.

## Thân thế cuộc đời
Trương Quang Trọng sinh năm 1906 tại làng Phú Nhơn, huyện Sơn Tịnh (nay thuộc phường Trương Quang Trọng, thành phố Quảng Ngãi), tỉnh Quảng Ngãi.
Do điều kiện gia đình, từ nhỏ ông được thụ huấn một nền giáo dục Tây học cơ bản. Năm 1923, ông thi đậu Cao đẳng Tiểu học ở Huế, học ban Thành chung. Tại đây, ông cùng một số bạn học cùng chí hướng thành lập Hội Học sinh Ái hữu Trung Kỳ, có xu hướng tiến bộ, yêu nước.
Năm 1925, ông lên Hà Nội, học ở trường Bưởi rồi thi đỗ vào khoa Y trường Cao đẳng Đông Dương. Thời gian học ở Hà Nội, ông đã có tiếp xúc với nhà cách mạng Tôn Quang Phiệt và gia nhập hội Phục Việt. Năm 1926, ông cùng Phạm Văn Đồng và một số bạn bè khác tham gia phong trào đòi để tang nhà cách mạng Phan Chu Trinh, đòi ân xá Phan Bội Châu nên bị đuổi học.
Mùa hè năm 1926, ông trở về Quảng Ngãi, tập hợp các thành viên Công Ái xã (do Nguyễn Thiệu và một số người xây dựng) như Hồ Độ, Nguyễn Bút, Nguyễn Nghiêm, Trần Kỳ Truyện, Lê Trọng Kha, thành lập tổ chức Phục Việt Quảng Ngãi. Tổ chức này đa số là trí thức nho học tiến bộ và thanh niên tân học. Năm 1927, sau khi Nguyễn Thiệu (đại diện Tổng bộ Việt Nam Cách mạng Thanh niên, phụ trách Trung Kỳ) về làm việc với Phục Việt Quảng Ngãi, ông và các đồng chí chuyển hướng hoạt động, thành lập tổ chức Tỉnh bộ Hội Việt Nam Cách mạng Thanh niên của tỉnh, do ông làm Bí thư.
Cũng trong năm 1927, ông được tổ chức cử đi dự lớp tập huấn của Hội Việt Nam Cách mạng Thanh niên ở Quảng Châu (Trung Quốc). Tháng 5 năm 1929, ông được cử làm đại biểu của Tỉnh bộ Quảng Ngãi dự Đại hội toàn quốc của Hội Việt Nam Cách mạng Thanh niên ở Hồng Kông.
Sau khi về nước, cuối tháng 7 năm 1929, ông tập hợp các đồng chí tích cực trong Tỉnh bộ Việt Nam Cách mạng Thanh niên tại núi Xương Rồng (huyện Đức Phổ) thành lập tổ chức "Dự bị cộng sản", làm nhiệm vụ của Ban vận động thành lập Đảng bộ Cộng sản Quảng Ngãi.
Những hoạt động của Hội Việt Nam Cách mạng Thanh niên tại Quảng Ngãi nhanh chóng chính chính quyền thực dân Pháp chú ý. Từ hạ tuần tháng 8 đến giữa tháng 10 năm 1929, hầu hết hội viên Hội Việt Nam Cách mạng Thanh niên tại Quảng Ngãi đều bị bắt. Trương Quang Trọng cũng bị chính quyền thực dân Pháp bắt giữ vào ngày 19 tháng 8 năm 1929 cùng với hơn 20 đồn gchi1 khác. Sau một thời gian bị giam ở nhà lao Quảng Ngãi, ông bị tòa án thực dân kết án 9 năm khổ sai, 4 năm quản thúc. Đầu năm 1931, ông cùng một số tù nhân bị chuyển vào lao Quy Nhơn, đến tháng 6 năm 1931 bị đày lên Ngục Kon Tum.
Cuối năm 1931, cai ngục Pháp dự định buộc các tù chính trị ở Kon Tum đi lao động khổ sai làm đường ở Đắk Pék, bấy giờ hãy còn là nơi rừng thiên nước độc, lam sơn chướng khí. Ông cùng một số đồng như như Đặng Thái Thuyến, Nguyễn Lung (Nghệ An), Nguyễn Long (Hà Tĩnh), Lê Trọng Kha (Quảng Ngãi),... quyết định đấu tranh phản kháng và ông được cử làm Trưởng ban.
Ngày 12 tháng 12 năm 1931, khi cai ngục truy bức người tù đi lao động khổ sai, ông đứng ra nhận trách nhiệm phản kháng và bị cai ngục Pháp bắn chết khi mới vừa tròn 25 tuổi. Khi số tù nhân còn lại nổi lên phản kháng, các cai ngục nổ súng bắn chết thêm 8 tù nhân khác. Tuy nhiên, trước phản ứng quyết liệt của tù nhân, các cai ngục Pháp buộc phải nhượng bộ, hủy bỏ việc bắt tù đi làm đường.
Sau khi hy sinh, di thể ông được chôn cất tạm thời ở nhà ngục Kon Tum. Đến năm 1938, một đồng chí của ông là Đỗ Minh Châu, sau khi mãn hạn tù đã cùng gia đình ông lên Kon Tum bốc mộ và tìm thấy viên đạn còn nằm trong ngực di hài. Sau đó gia đình ông đã đưa di hài ông về an táng trong mảnh đất của họ tộc (thuộc thuộc phường Trương Quang Trọng, thành phố Quảng Ngãi), tỉnh Quảng Ngãi ngày nay).

## Đời tư
Theo các nhà nghiên cứu, thì ông từng có một đời vợ, nhưng vợ ông mất sớm khi đang mang thai đứa con đầu lòng. Sau đó, trong quá trình hoạt động cách mạng, ông gặp bà Nguyễn Thị Du là bạn cũ thời cùng học ở Huế. Hai người yêu nhau thầm lặng, không dám để lộ ra, vì ông sợ người yêu sẽ gặp liên đới nếu mình bị lộ và bị bắt bớ. Lúc ông bị giam ở Quảng Ngãi và Quy Nhơn, bà Du có đến thăm và thêu tặng chiếc áo lót bông. Những lần trò chuyện với bạn tù, ông thường nói: "Cái áo này may ra chỉ bọc đống xương tàn của mình, chớ mình vị tất đã gặp lại người yêu!". Và quả thật chiếc áo đã được ông mặc khi ông bị bắn chết. Khi hay tin ông bị bắn chết, bà Du có tìm đến Ngục Kon Tum viếng mộ và cảm tác viết một bài thơ. Tuy nhiên, tung tích bà về sau không được rõ.

## Vinh danh
Tên ông được đặt làm tên đường tại các thành phố Quảng Ngãi và Kon Tum. Quê hương của ông, huyện Sơn Tịnh cũng từng được gọi là phủ Trương Quang Trọng trong một thời gian ngắn sau Cách mạng Tháng Tám năm 1945. Vào năm 2013, khi thành phố Quảng Ngãi mở rộng địa giới hành chính, sáp nhập thị trấn Sơn Tịnh và 9 xã phía đông của huyện Sơn Tịnh vào thành phố thì thị trấn Sơn Tịnh được chuyển thành phường Trương Quang Trọng trực thuộc thành phố như hiện nay.